# Kormoran zielonolicy
Kormoran zielonolicy (Phalacrocorax featherstoni) – gatunek dużego ptaka z rodziny kormoranów (Phalacrocoracidae). Jest to endemit archipelagu Chatham Islands, z którego nie podejmuje migracji. Osiąga około 63 cm długości ciała i waży 645–1325 g. Cechą charakterystyczną jest ciemne ubarwienie, dwa czubki na głowie oraz żółte nogi i stopy. Jest ptakiem morskim, rozmnażającym się kolonijnie na skalistym wybrzeżu. Jego dieta obejmuje ślimaki, wieloszczety i małe ryby, za którymi nurkuje. Samica składa od jednego do czterech jasnoniebieskich jaj, oba osobniki z pary inkubują jaja. Pisklęta karmione są poprzez regurgitację pokarmu. Prawdopodobnie opierzają się po 6–8 tygodniach. Gatunek uznawany jest za zagrożony (EN – Endangered) przez IUCN. Zagrażają mu gatunki introdukowane, jak koty, bydło, świnie czy szczury, także nielegalne zabijanie przez rybaków. Ptaki te stanowią też przyłów w pułapkach przeznaczonych do połowu homarowatych i dorszy. Potencjalnym zagrożeniem są też zmiany klimatu. Liczebność populacji na podstawie badań z 2011–2012 roku oszacowano na ok. 1,3 tys. osobników, w tym tworzących 434 pary. Trend liczebności populacji określany jest jako spadkowy, wyraźny zwłaszcza w okresie od 1997 do 2011.  
Wymagane jest monitorowanie kolonii lęgowych tych ptaków, jak i izolowanie ich przed bydłem oraz introdukowanymi drapieżnikami. Usunięcie z wysp Rangatira i Mangere bydła i zawleczonych drapieżników prawdopodobnie wpłynęło korzystnie na liczebność gatunku.

## Taksonomia
Gatunek naukowo opisał Walter Lawry Buller w roku 1873, nazywając go Phalacrocorax featherstoni. Opis zamieścił w czasopiśmie „Ibis”, gdzie jako miejsce typowe holotypu wskazał archipelag wysp Chatham.
Obecnie Międzynarodowy Komitet Ornitologiczny (IOC) zalicza ten gatunek do rodzaju Phalacrocorax i uznaje go za takson monotypowy, podobnie jak inne autorytety. Dawniej bywał uznawany za podgatunek kormorana nakrapianego (P. punctatus), co zaproponował James L. Peters.
Nazwa rodzajowa Phalacrocorax wywodzi się z greki od słowa φαλακροκοραξ phalakrokorax, φαλακροκορακος phalakrokorakos, które oznacza kormorana. Pierwszy człon nazwy greckiej pochodzi od φαλακρος phalakros „łysy”, φαλος phalos „biały” i ακρος akros „najwyższy”, a drugi od κοραξ korax, κορακος korakos, tłumaczonego jako kruk, od κρωζω krōzō „krakać. Epitet gatunkowy featherstoni honoruje Isaaca Earla Featherstona, szkockiego męża stanu osiadłego w Wellington, Agenta Generalnego Nowej Zelandii w latach 1871–1876, także pełnomocnika generalnego w Wielkiej Brytanii dla Nowej Zelandii. W języku angielskim dla gatunku funkcjonuje nazwa Pitt (Island) Shag i Chatham Island Shag/Cormorant, która obowiązuje również dla kormorana plamistego (Leucocarbo onslowi). W języku polskim gatunkowi nadano nazwę „kormoran zielonolicy”. W języku maoryskim nazywany jest „Kawau o Rangihaute”.
Skamieniałości należące do P. featherstoni odnalezione na Nowej Zelandii datowane są na czwartorzęd (najstarsze pochodzą sprzed 12 tys. lat).
Do 2019 roku P. featherstoni razem z kormoranem nakrapianym był klasyfikowany w rodzaju Stictocarbo. Podział taki wsparto w niektórych pracach. Współczesna analiza filogenetyczna wykazała, że oba gatunki powinny być przydzielone do rodzaju Phalacrocorax, a nie Stictocarbo, będąc blisko spokrewnione z kormoranem srokatym (P. varius), kormoranem czarnoczelnym (P. fuscescens) oraz kormoranem bruzdodziobym (P. sulcirostris). W 2023 roku na łamach czasopisma „Zoological Journal of the Linnean Society” opublikowano filogenezę rodziny kormoranów (Phalacrocoracidae); według niej kormoran zielonolicy jest blisko spokrewniony z kormoranem nakrapianym. Obrazuje to uproszczony kladogram opracowany na podstawie tejże pracy:
|  | \| \| P. carbo \| \| \| \| \| \| P. capillatus \| \| \| \| |
|  |                                                            |
|  | P. capensis                                                |
|  |                                                            |
|  | P. carbo                                                   |
|  |                                                            |
|  | P. capillatus                                              |
|  |                                                            |

|  | P. carbo      |
|  |               |
|  | P. capillatus |
|  |               |

|  | P. fuscescens |
|  |               |
|  | P. varius     |
|  |               |

|  | P. fuscicollis  |
|  |                 |
|  | P. sulcirostris |
|  |                 |

|  | P. fuscescens |
|  |               |
|  | P. varius     |
|  |               |

|  | P. fuscicollis  |
|  |                 |
|  | P. sulcirostris |
|  |                 |

|  | P. featherstoni |
|  |                 |
|  | P. punctatus    |
|  |                 |

|  | P. fuscescens |
|  |               |
|  | P. varius     |
|  |               |

|  | P. fuscicollis  |
|  |                 |
|  | P. sulcirostris |
|  |                 |

|  | P. fuscescens |
|  |               |
|  | P. varius     |
|  |               |

|  | P. fuscicollis  |
|  |                 |
|  | P. sulcirostris |
|  |                 |

|  | P. featherstoni |
|  |                 |
|  | P. punctatus    |
|  |                 |

|  | P. fuscescens |
|  |               |
|  | P. varius     |
|  |               |

|  | P. fuscicollis  |
|  |                 |
|  | P. sulcirostris |
|  |                 |

|  | P. fuscescens |
|  |               |
|  | P. varius     |
|  |               |

|  | P. fuscicollis  |
|  |                 |
|  | P. sulcirostris |
|  |                 |

|  | P. featherstoni |
|  |                 |
|  | P. punctatus    |
|  |                 |

|  | P. fuscescens |
|  |               |
|  | P. varius     |
|  |               |

|  | P. fuscicollis  |
|  |                 |
|  | P. sulcirostris |
|  |                 |

|  | P. fuscescens |
|  |               |
|  | P. varius     |
|  |               |

|  | P. fuscicollis  |
|  |                 |
|  | P. sulcirostris |
|  |                 |

|  | P. featherstoni |
|  |                 |
|  | P. punctatus    |
|  |                 |

|  | \| \| P. carbo \| \| \| \| \| \| P. capillatus \| \| \| \| |
|  |                                                            |
|  | P. capensis                                                |
|  |                                                            |
|  | P. carbo                                                   |
|  |                                                            |
|  | P. capillatus                                              |
|  |                                                            |

|  | P. carbo      |
|  |               |
|  | P. capillatus |
|  |               |

|  | P. fuscescens |
|  |               |
|  | P. varius     |
|  |               |

|  | P. fuscicollis  |
|  |                 |
|  | P. sulcirostris |
|  |                 |

|  | P. fuscescens |
|  |               |
|  | P. varius     |
|  |               |

|  | P. fuscicollis  |
|  |                 |
|  | P. sulcirostris |
|  |                 |

|  | P. featherstoni |
|  |                 |
|  | P. punctatus    |
|  |                 |

|  | P. fuscescens |
|  |               |
|  | P. varius     |
|  |               |

|  | P. fuscicollis  |
|  |                 |
|  | P. sulcirostris |
|  |                 |

|  | P. fuscescens |
|  |               |
|  | P. varius     |
|  |               |

|  | P. fuscicollis  |
|  |                 |
|  | P. sulcirostris |
|  |                 |

|  | P. featherstoni |
|  |                 |
|  | P. punctatus    |
|  |                 |

|  | P. fuscescens |
|  |               |
|  | P. varius     |
|  |               |

|  | P. fuscicollis  |
|  |                 |
|  | P. sulcirostris |
|  |                 |

|  | P. fuscescens |
|  |               |
|  | P. varius     |
|  |               |

|  | P. fuscicollis  |
|  |                 |
|  | P. sulcirostris |
|  |                 |

|  | P. featherstoni |
|  |                 |
|  | P. punctatus    |
|  |                 |

|  | P. fuscescens |
|  |               |
|  | P. varius     |
|  |               |

|  | P. fuscicollis  |
|  |                 |
|  | P. sulcirostris |
|  |                 |

|  | P. fuscescens |
|  |               |
|  | P. varius     |
|  |               |

|  | P. fuscicollis  |
|  |                 |
|  | P. sulcirostris |
|  |                 |

|  | P. featherstoni |
|  |                 |
|  | P. punctatus    |
|  |                 |

|  | \| \| P. carbo \| \| \| \| \| \| P. capillatus \| \| \| \| |
|  |                                                            |
|  | P. capensis                                                |
|  |                                                            |
|  | P. carbo                                                   |
|  |                                                            |
|  | P. capillatus                                              |
|  |                                                            |

|  | P. carbo      |
|  |               |
|  | P. capillatus |
|  |               |

|  | P. fuscescens |
|  |               |
|  | P. varius     |
|  |               |

|  | P. fuscicollis  |
|  |                 |
|  | P. sulcirostris |
|  |                 |

|  | P. fuscescens |
|  |               |
|  | P. varius     |
|  |               |

|  | P. fuscicollis  |
|  |                 |
|  | P. sulcirostris |
|  |                 |

|  | P. featherstoni |
|  |                 |
|  | P. punctatus    |
|  |                 |

|  | P. fuscescens |
|  |               |
|  | P. varius     |
|  |               |

|  | P. fuscicollis  |
|  |                 |
|  | P. sulcirostris |
|  |                 |

|  | P. fuscescens |
|  |               |
|  | P. varius     |
|  |               |

|  | P. fuscicollis  |
|  |                 |
|  | P. sulcirostris |
|  |                 |

|  | P. featherstoni |
|  |                 |
|  | P. punctatus    |
|  |                 |

|  | P. fuscescens |
|  |               |
|  | P. varius     |
|  |               |

|  | P. fuscicollis  |
|  |                 |
|  | P. sulcirostris |
|  |                 |

|  | P. fuscescens |
|  |               |
|  | P. varius     |
|  |               |

|  | P. fuscicollis  |
|  |                 |
|  | P. sulcirostris |
|  |                 |

|  | P. featherstoni |
|  |                 |
|  | P. punctatus    |
|  |                 |

|  | P. fuscescens |
|  |               |
|  | P. varius     |
|  |               |

|  | P. fuscicollis  |
|  |                 |
|  | P. sulcirostris |
|  |                 |

|  | P. fuscescens |
|  |               |
|  | P. varius     |
|  |               |

|  | P. fuscicollis  |
|  |                 |
|  | P. sulcirostris |
|  |                 |

|  | P. featherstoni |
|  |                 |
|  | P. punctatus    |
|  |                 |

|  | \| \| P. carbo \| \| \| \| \| \| P. capillatus \| \| \| \| |
|  |                                                            |
|  | P. capensis                                                |
|  |                                                            |
|  | P. carbo                                                   |
|  |                                                            |
|  | P. capillatus                                              |
|  |                                                            |

|  | P. carbo      |
|  |               |
|  | P. capillatus |
|  |               |

|  | P. fuscescens |
|  |               |
|  | P. varius     |
|  |               |

|  | P. fuscicollis  |
|  |                 |
|  | P. sulcirostris |
|  |                 |

|  | P. fuscescens |
|  |               |
|  | P. varius     |
|  |               |

|  | P. fuscicollis  |
|  |                 |
|  | P. sulcirostris |
|  |                 |

|  | P. featherstoni |
|  |                 |
|  | P. punctatus    |
|  |                 |

|  | P. fuscescens |
|  |               |
|  | P. varius     |
|  |               |

|  | P. fuscicollis  |
|  |                 |
|  | P. sulcirostris |
|  |                 |

|  | P. fuscescens |
|  |               |
|  | P. varius     |
|  |               |

|  | P. fuscicollis  |
|  |                 |
|  | P. sulcirostris |
|  |                 |

|  | P. featherstoni |
|  |                 |
|  | P. punctatus    |
|  |                 |

|  | P. fuscescens |
|  |               |
|  | P. varius     |
|  |               |

|  | P. fuscicollis  |
|  |                 |
|  | P. sulcirostris |
|  |                 |

|  | P. fuscescens |
|  |               |
|  | P. varius     |
|  |               |

|  | P. fuscicollis  |
|  |                 |
|  | P. sulcirostris |
|  |                 |

|  | P. featherstoni |
|  |                 |
|  | P. punctatus    |
|  |                 |

|  | P. fuscescens |
|  |               |
|  | P. varius     |
|  |               |

|  | P. fuscicollis  |
|  |                 |
|  | P. sulcirostris |
|  |                 |

|  | P. fuscescens |
|  |               |
|  | P. varius     |
|  |               |

|  | P. fuscicollis  |
|  |                 |
|  | P. sulcirostris |
|  |                 |

|  | P. featherstoni |
|  |                 |
|  | P. punctatus    |
|  |                 |

## Występowanie
Endemit Nowej Zelandii. Gnieździ się na południowy wschód od Nowej Zelandii na archipelagu wysp Chatham tj. na Chatham Island, Pitt Island, Rangatirze, Tapuaenuku, Mangere, Star Keys i Rabbit wraz z Hokorereoro i innymi. Jest to ptak osiadły, nie stwierdzono żadnych wędrówek z dala od archipelagu Chatham.

## Morfologia

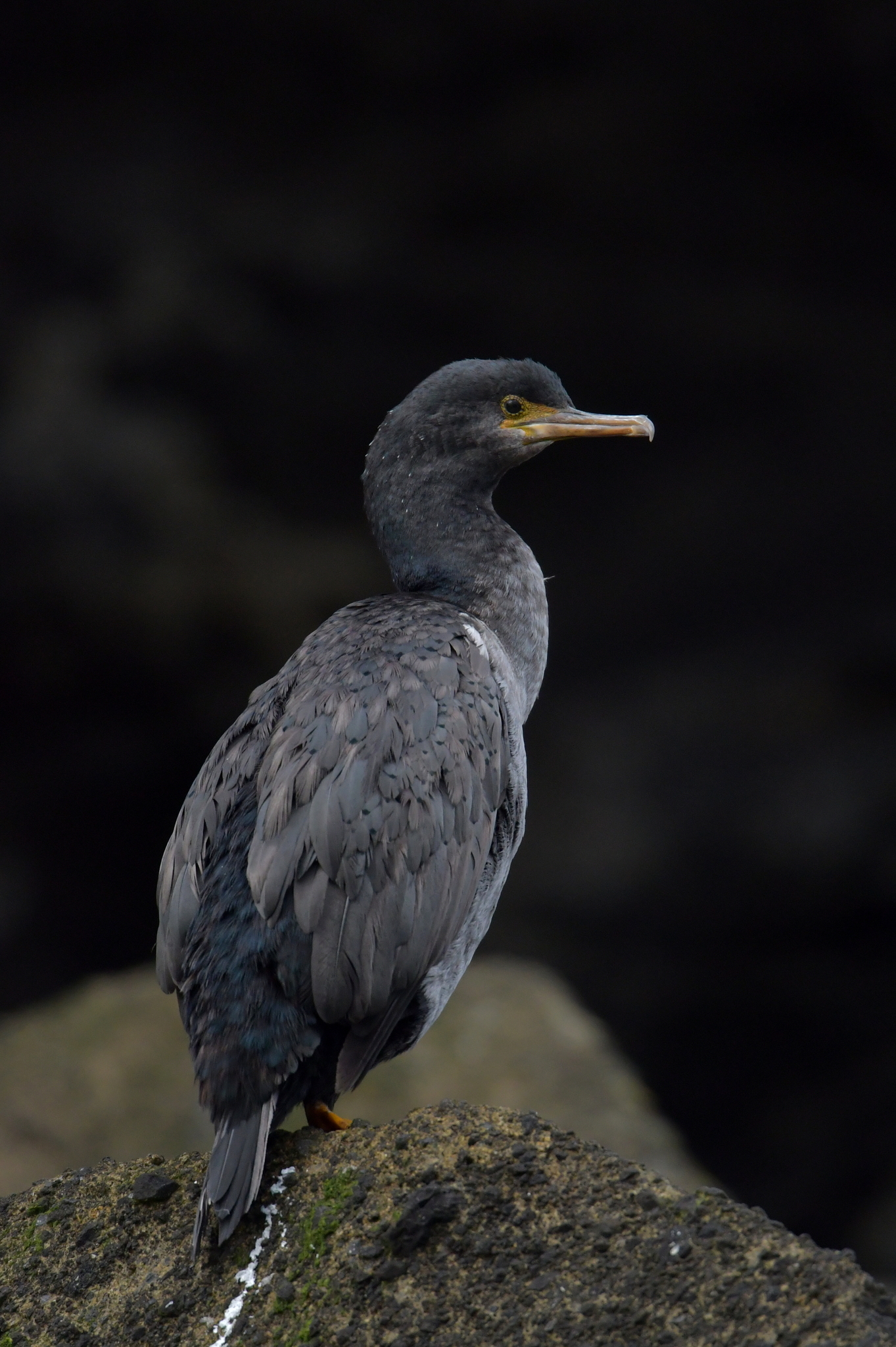
Siedzący kormoran zielonolicy

Długość ciała wynosi około 63 cm. Autorzy HANZAB wspominają, że ptak osiąga masę około jednego kilograma, natomiast twórcy Handbook of the Birds of the World (HBW; tom 1, 1992 r.) za masę kormorana zielonolicego uznają przedział między 645 a 1325 g. Brak danych dotyczących sezonowych różnic w masie ciała. Jest to mały, smukły, morski kormoran z długą szyją, długimi, smukłymi skrzydłami i krótkim ogonem. Długi, chudy dziób z haczykiem na końcu. Jedyny kormoran na wyspach Chatham mający żółte nogi i stopy. To sprawia, że jest łatwy w rozpoznaniu. Płcie są do siebie podobne; występują sezonowe różnice w upierzeniu.
Skrzydło szerokie. Wyróżnia się 11 lotek pierwszorzędowych; lotka ósma zwykle jest najdłuższa, podczas gdy 10. o 7–13 mm mniejsza, 9. o 0–2, 7. jest krótsza o 2–8 mm, 6. o 19–26, 5. o 25–35, 4. o 39–45, 3. o 47–56, 2. o 55–63, 1. o 64–75, zaś ostatnia lotka (11.) jest malutka; wyróżniono też 16 lotek drugorzędowych oraz 6 lotek trzeciorzędowych. Ogon w kształcie klina; buduje go 12 sterówek, sztywnych u podstawy, pierwsza z nich najdłuższa, 6. o 33–47 mm od niej krótsza. Dziób długi i smukły z paznokciem z haczykiem na końcu. Skok krótki. Pazur środkowego palca ząbkowany; palec zewnętrzny o długości 142% środkowego, wewnętrzny – 71%, a tylny 43%.
Ptaki w szacie godowej mają głowę i szyję niebieskoczarną. Zarówno na czole, jak i na karku występuje czubek. Również na karku widnieją gęsto rozmieszczone białe pióra nitkowate; w mniejszym stopniu występują na głowie i szyi. Pokrywy (nadlotki), barkówki (tzn. pióra na łopatkach) oraz płaszcz ciemne, barwy oliwkowobrązowej, opalizują przy tym na zielono; na końcówce każdego pióra jest czarna plamka. Grzbiet, skrzydła kuper i pokrywy nadogonowe też błyszczące, niebieskoczarne. Ogon czarny. Dolna część szyi, pierś i brzuch są gładko szare, zaś dolna część brzucha i spód pokryw i ogona są niebieskoczarne. Dziób długi, smukły, barwy czarniawej z jasnobrązową końcówką, przy podstawie żuchwy kremowy pasek. Skóra na twarzy (maska) w kolorze jaskrawej trawiastej zieleni, natomiast worek gardłowy czarny z licznymi niebieskozielonymi brodawkami. Tęczówka barwy czerwonobrązowej. Obrączka oczna jaskrawo zielona. Kantarek jest jasnozielony. Nogi są brązowo-żółte, krańce błony pławnej brązowe.
Osobniki w szacie spoczynkowej nie posiadają czubków, ich worek gardłowy jest w kolorze trawiastej zieleni.
Młode ptaki (szata juwenalna, juv. i immaturalna, imm.) z wierzchu są ciemno czarniawo-brązowe z zielonawym odcieniem m.in. na szyi i głowie. Worek gardłowy u juwenalnych osobników jest szarawożółty. Tęczówka brązowa. Dziób brązowy, grzbiet dzioba czarniawy. Pierś i górna część brzucha jasnobrązowe. Na piersi znajduje się ciemna opaska. Maska, nogi i stopy żółte (żółto-brązowe), z wiekiem stając się pomarańczowe. Stopy są matowożółte, z wyjątkiem okolic krawędzi zewnętrznego palca i stępu, które są brązowe. Pisklęta kormorana zielonolicego rodzą się nagie, nie wiadomo, jakiej barwy są ich pióra puchowe – możliwe, że takiej samej, jak kormorana nakrapianego.
Głos pozostaje słabo poznany, nieliczne badania Gerarda F. van Tetsa dostarczają niewiele informacji. Poza terenami kolonii ptaki milczą, co jest poparte tym, że nie usłyszano głosu tego gatunku na otwartym morzu. W okresie lęgowym samce kormorana zielonolicego są bardzo wokalne, wydając chrząknięcia, bulgoczące i tykające dźwięki, samice natomiast pozostają ciche. Osobniki płci męskiej wydają głośne, powtarzane „ergh-ergh-ergh...” lub „ergh-oh-ergh-oh-ergh...”, co przypomina odgłos kormorana nakrapianego. Podczas zerwania się do lotu bądź przed podskokiem P. featherstoni wydaje miękkie, tykające „t-t-t-t-...”; podczas skoku dźwięk ten niewyraźnie się kończy tj. „t-t-t-t....”. Podczas lądowania dźwięk to pojedyncze „oh”.
Mały rozmiar, smukła budowa, biała plamka w górnej części skrzydła i szarawe upierzenie odróżniają go od kormorana zwyczajnego (P. carbo) i kormorana plamistego, które również stwierdzono na wyspach Chatham. Smukła sylwetka w locie oraz sposób, w jaki ptaki te siedzą (głowa i szyja ustawione poziomo), także ułatwiają identyfikację. Plamki na piórach skrzydeł upodabniają go do jego liczniejszego krewniaka, kormorana nakrapianego. Od niego odróżnia go ciemniejsze upierzenie, na dodatek szata godowa P. punctatus ma pasek oczny, sięgający od głowy przez szyję. Młode ptaki P. featherstoni są też znacznie ciemniejsze od juwenalnych P. punctatus. Są za to podobne do immaturalnych osobników kormorana bruzdodziobego, od których można je odróżnić dzięki krótszemu ogonowi oraz żółtym nogom.
Poniżej zaprezentowano tabelę ukazującą wymiary poszczególnych części ciała na podstawie skór ze zbiorów muzealnych (za HANZAB):
| Płeć   | Dł. skrzydła | Dł. ogona | Dł. dzioba | Dł. skoku | Dł. palca |
| ------ | ------------ | --------- | ---------- | --------- | --------- |
| samce  | 243          | 90        | 52         | 56        | 68,9      |
| samice | 228          | 90        | 49         | 55        | 63,5      |

Niewiele wiadomo na temat pierzenia tego gatunku. Lotki pierwszorzędowe ścierają się od zewnętrznej strony. Jedna ze skór muzealnych dorosłego osobnika wykazuje pierzenie 7. sterówki w maju. Post-juwenalne pierzenie nie opisane. Białe piórka na karku wyrastają w sierpniu, a kormoran traci je w październiku.

## Ekologia i zachowanie

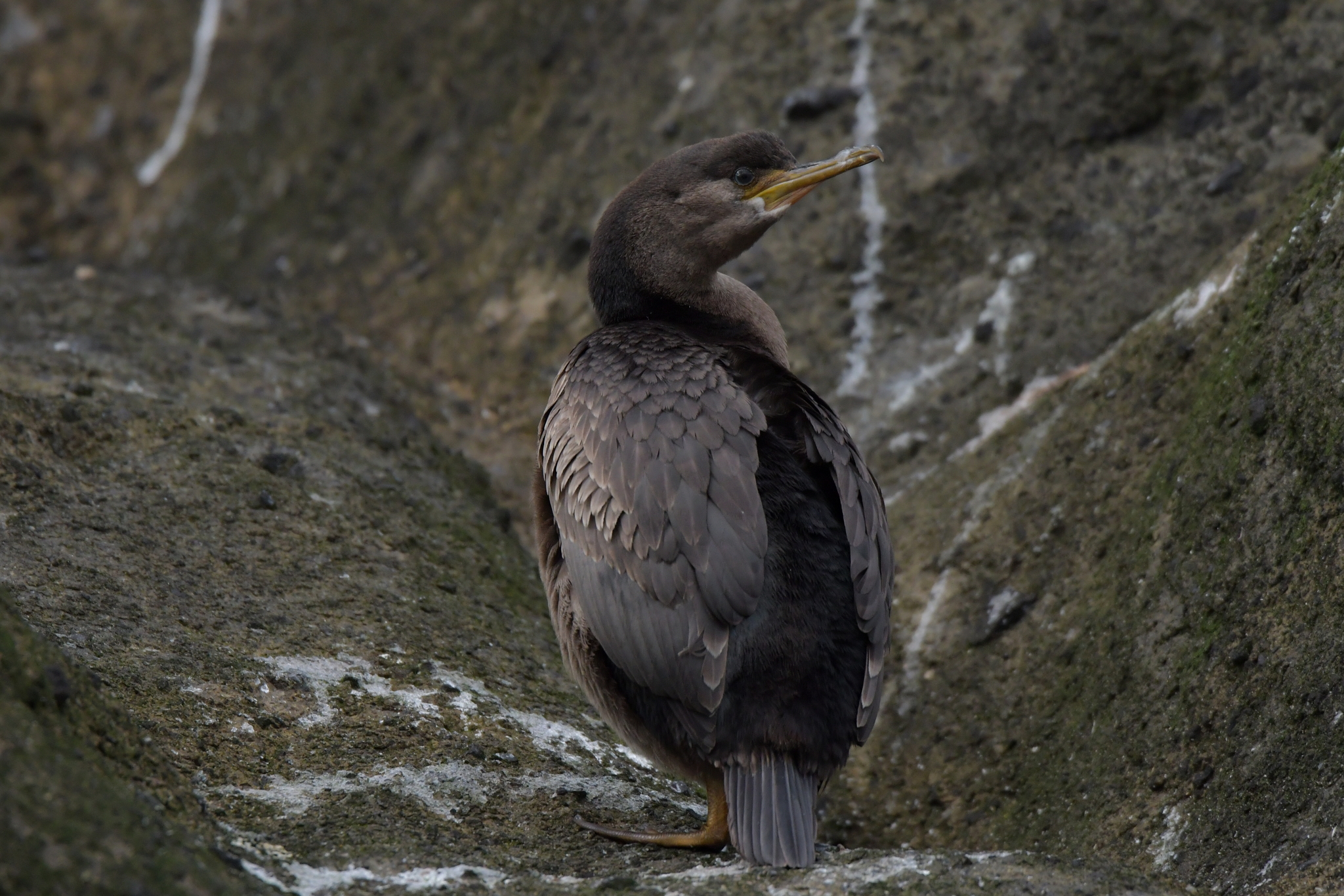
Młody ptak

W roku 1990 brak było jakichkolwiek informacji dotyczących składu pożywienia. W 1992 roku zasugerowano, że ptak odżywia się prawdopodobnie rybami oraz skorupiakami. Obecnie wiadomo, że odżywia się on głównie małymi rybami (Gobiomorphus zwanymi potocznie bullies), a dietę uzupełnia też bezkręgowcami, takimi jak ślimaki i wieloszczety (Polychaeta). Zarówno ptaki dorosłe, jak i młode formują grupki (choć część źródeł podaje, że preferują koczować w pojedynkę) koczując przy brzegu, pokarmu poszukują jednak raczej na otwartym morzu (18 km od lądu). Pokarm zdobywają nurkując. Koczują w płytkiej wodzie – średnia głębokość nurkowania to 6,6 metrów; maksymalnie nurkują na głębokość 24,4 m, zwykle jednak na mniej niż 13. Średni czas nurkowania dla tego ptaka to 30 sekund, między kolejnymi nurkowaniami następuje 15-sekundowa przerwa. Najdłużej trwające zanurzenie siągnęło 68 sekund.
Ptak morski. Kolonie są usytuowane na klifach i półkach skalnych na terenach przybrzeżnych wysepek i skalistych cyplów, ptaki gniazdują i odpoczywają w części słonawej laguny Te Whanga. Tam też ptaki te żerują.
Jest to ptak terytorialny, samce potrafią rzucić się w pogoń za intruzami (przedstawicielami swojego gatunku). Podczas popisów godowych samce wykonują wiele póz godowych, które nieznacznie różnią się od tych wykonywanych przez kormorana nakrapianego; podczas ich wykonywania pozostają ciche. Samce mogą wykonywać pozy takie, kiedy to przykładowo trzymają głowę w taki sposób, żeby zamknięty dziób był skierowany w górę, a następnie energicznie machają swymi skrzydłami ok. 4 razy na sekundę. Kiedy indziej machają głową do tyłu i do przodu, nie dosięgając ogona i ziemi; kormoran zielonolicy tworzy też inną pozę poprzez wysuwanie głowy do przodu, rozwiera dziób, wówczas dosięga nim ziemi, następnie trzyma szyję pionowo lub pochyla ją do przodu. Kormorany zielonolice w celu rozpoznawania się też wykonują pozy (też podobne do kormorana nakrapianego z brakiem występowania pozy typu gaping); pozycje, takie jak: darting, pointing oraz sky-upright są wykonywane w ciszy – poza typu sky-upright u P. featherstoni różni się od tej występującej u P. punctatus tym, że oś ciała przechodzi z poziomej w pionową. Wśród innych póz wymienia się pre-take-off posture, kink-throating, pre-hop posture i post-landing posture. Kiedy kormoran chce odlecieć (pre-take-off posture), jego pióra na górnej części szyi są nastroszone, linie opalizujących niebiesko-zielonych brodawek z żółto-zielonymi brzegami na czarnym tle są wówczas dobrze widoczne, zaś gardło i podstawa szyi pulsują. Wykonując kink-throating kormoran zielonolicy otwiera szeroko dziób, a inne aspekty tej pozy podobne są do tej u kormorana nakrapianego. Po lądowaniu P. featherstoni tworzy pozę (post-landing posture), w trakcie której pióra na szyi są uniesione i dziób podniesiony. Poza wykonywana przed skokiem (pre-hop posture) wygląda tak samo, jak poza przyjmowana przed startem do lotu. Samce czasami przy tej pozycji wydają tykające dźwięki.
W czasie lęgów osobniki P. featherstoni potrafią być bardzo agresywne. W 1995 roku na Chatham zaobserwowano, gdy jeden ptak wylądował w miejscu, gdzie wówczas gniazdowała inna para; oba ptaki z pary chwyciły intruza za szyję i zaczęły go szarpać, następnie obcy ptak zawisł na krawędzi sterty kamieni i po około 30 sekundach walki uciekł, staczając się 5–6 metrów w dół.
Niewiele wiadomo na temat rozrodu gatunku, bo gniazda są położone w trudno dostępnych miejscach.
Sezon lęgowy przypada na okres między sierpniem a wrześniem, ale jaja mogą być składane nawet w grudniu. Kormorany zielonolice po raz pierwszy rozmnażają się w wieku 2–3 lat. Są ptakami monogamicznymi. W okresie lęgów kormoran zielonolicy formuje kolonie, liczące od 5 do 40 par – kolonie te są mniejsze niż w przypadku kormorana plamistego oraz kormorana nakrapianego. Gniazda są małe (osiągają 50 cm średnicy), mocno zbudowane, usytuowane na półkach skalnych, niszach lub w szczelinach, na klifach. Materiał, jaki wykorzystywany do budowy gniazda, obejmuje rośliny takie jak Disphyma australe oraz trawy, gałązki i wodorosty, wszystko zlepiane jest guanem. Samiec jest odpowiedzialny za wybór miejsca na lęgi, natomiast samica buduje gniazdo za pomocą materiału przynoszonego przez partnera. Pisklęta rodzą się nagie, są gniazdownikami. Przez 2 tygodnie są strzeżone przez jednego rodzica, po tym okresie same pozostają w gnieździe. Są karmione przez oboje rodziców za pomocą regurgitacji. Prawdopodobnie opierzają się w wieku 6–8 tygodni.)
Jajo ma kształt eliptyczny, jest matowe, w kolorze jasnoniebieskim, jego powłoka jest w kolorze kredy. Liczba jaj w lęgu wynosi od 1 do 4 (część źródeł podaje rozmiar lęgu w liczbie 3 jaj). Inkubacja jaj prawdopodobnie trwa od 28 do 32 dni, oba osobniki z pary dzielą się wysiadywaniem; HANZAB wspomina, że dzień, na jaki przypada klucie się młodych, to 27 grudnia.
Po okresie lęgowym gniazda zostają opuszczone. Gniazda, w których sukcesywnie wyprowadzono lęgi, są ponownie wykorzystywane. Jednak w niektórych publikacjach można znaleźć stwierdzenie przeciwne – że wraz z każdym rokiem miejsca służące do wyprowadzenia lęgów są zmieniane.

## Status

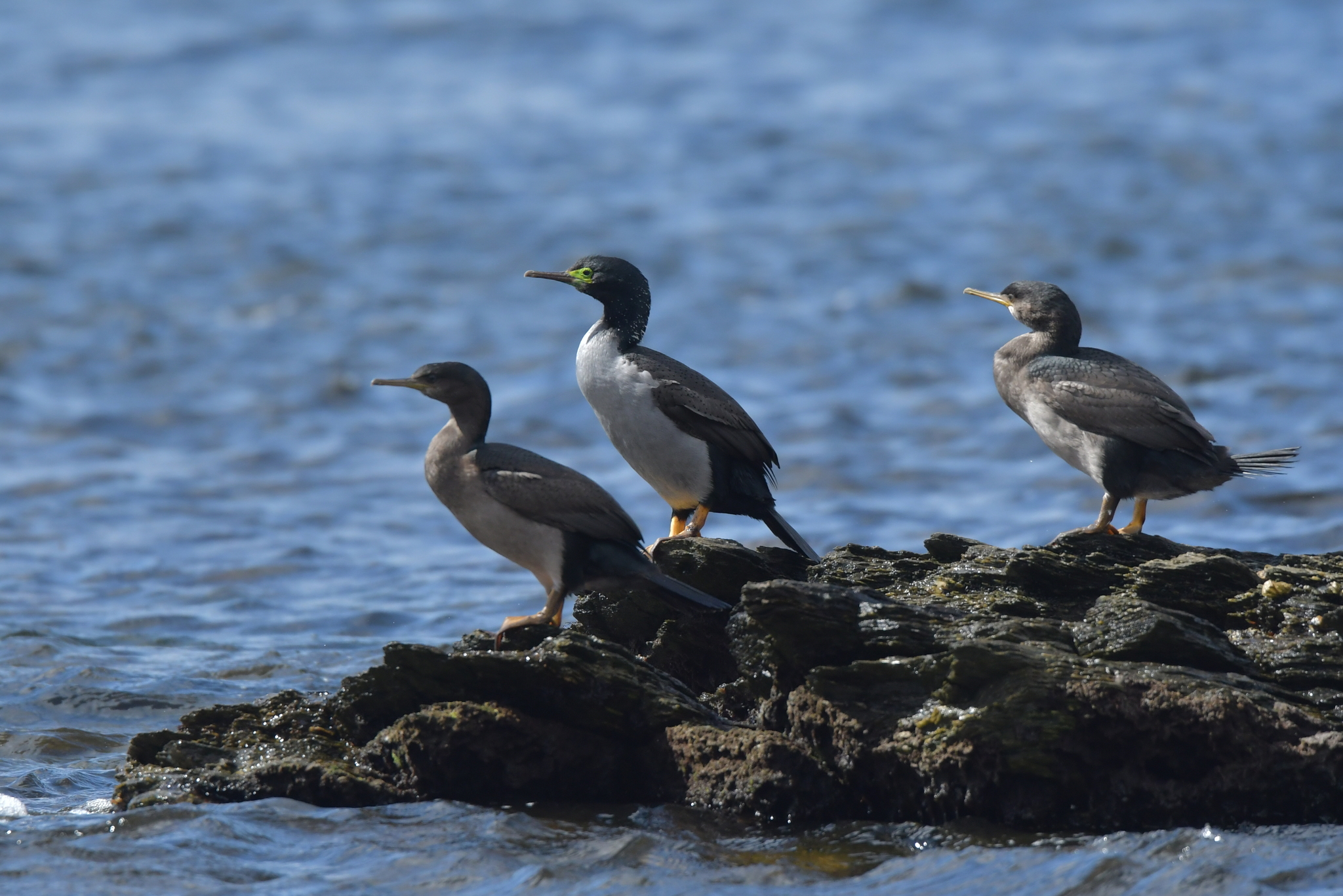
Przesiadujące kormorany zielonolice; całkowita liczebność populacji gatunku według współczesnych danych została oszacowana na 1300 osobników

Międzynarodowa Unia Ochrony Przyrody (IUCN) na podstawie raportu BirdLife International uznaje kormorana zielonolicego za gatunek zagrożony (EN – Endangered). Nowozelandzki Department of Conservation w ramach krajowej klasyfikacji od 2013 roku uznaje gatunek za krytycznie zagrożony (Nationally Critical), wcześniej miał status gatunku zagrożonego (Nationally Endangered). Jest chroniony.
Liczebność populacji jest mała, już w XX wieku oszacowano liczebność populacji na poniżej 1000 par tych ptaków. W latach 1997–1998 podczas prowadzania spisu naliczono 729 par lęgowych na wszystkich poznanych terenach lęgowych gatunku. Podczas badań populacji z lat 2003–2004 doliczono się 547 par, a w 2010–2011 populację oszacowano na 434 pary, czyli ok. 1300 wszystkich osobników tego gatunku. Trend populacji określany jest jako spadkowy. Wykazano 40-procentowy spadek populacji tego ptaka na przełomie 14 lat (od 1997 do 2011), co przelicza się na spadek całej liczebności gatunku o 61,7% w ciągu 3 pokoleń (mieszczący się w przedziale 50%–79%).
Nie są dokładnie poznane wpływy gatunków introdukowanych na stan liczebności P. featherstoni. Choć w przeciwieństwie do kormorana plamistego kormoran zielonolicy gnieździ się na klifach oraz wysepkach, gdzie nie jest narażony na psy domowe, świnie domowe czy bydło, to kilka zaobserwowanych gniazd było położonych w miejscach dostępnych dla kotów domowych (Felis catus). BirdLife International wśród innych gatunków zagrażających kormoranowi zielonolicemu wymienia szczury śniade (Rattus rattus), szczury wędrowne (Rattus norvegicus), kitanki lisie (Trichosurus vulpecula) i weki (Gallirallus australis). Mewy przyczyniają się również do spadku liczebności tego gatunku. 
Stwierdzono również nielegalne zabijanie i ostrzeliwanie tych ptaków przez rybaków. Kormorany zielonolice stanowią też przyłów, gdyż często odnajdywano je w pułapkach przeznaczonych do łowienia homarowatych oraz dorszy. W przeciwieństwie do kormorana plamistego zagrożenia ze strony człowieka nie wpływają tak bardzo na populację P. featherstoni. Natomiast zagrożeniem jest utrata siedlisk potrzebnych do rozrodu. Niedawno wykazane spadki liczebności kormorana zielonolicego mogą być spowodowane zmianami w ekosystemie morskim, które wpływają na dostępność pokarmu. Jak twierdzi BirdLife International, potencjalnie niebezpieczna jest zmiana klimatu, gdyż wyspy, na których żyje kormoran zielonolicy, mają wysokość nieprzekraczającą 283 m.

## Plany odbudowy populacji
W 1961 roku owce i bydło zostały zabrane z South East Island, a w 1968 roku z Mangere. Usunięcie bydła z wysp i wprowadzenie działań ochronnych przeciw ssaczym drapieżnikom prawdopodobnie wpłynęło korzystnie na liczebność gatunku na wyspach Rangatira i Mangere. Zmiana sposobu łowienia homarów może pomóc ograniczyć przyłów.
W 2001 roku wysunięto też dwa plany odbudowy populacji endemicznych gatunków kormoranów – L. onslowi i P. featherstoni:
- długoterminowy plan odbudowy populacji – ograniczenie wpływu człowieka na populacje obu gatunków do stopnia, kiedy to kolonie obu gatunków będą mogły same przetrwać na większości terenów swojego zasięgu występowania, przy minimalnej ingerencji ze strony ludzi,
- 10-letni plan odbudowy populacji – program regularnego monitorowania ptaków i ochrona kolonii lęgowych, przez co populacja byłaby stabilna albo by wzrosła.

Zasugerowano również 3 opcje, które mogłyby wpłynąć na wzrost populacji kormorana plamistego i zielonolicego:
- brak jakichkolwiek akcji – metoda, która nie była w badaniach preferowana, ponieważ poprzez niemonitorowanie populacji albo niepodejmowanie żadnych innych środków ochrony populacja może się powoli obniżać do krytycznego poziomu, bez wykrycia tego. Istnieje wiele zagrożeń, które mogą mieć negatywny wpływ na populację tych ptaków i jeśli spadki populacji nie zostaną wykryte szybko, to interwencja w sprawie odbudowy liczby ptaków będzie dużo trudniejsza,
- monitorowanie wyłącznie kolonii lęgowych – również niepreferowana metoda. Bezpieczeństwo populacji tego gatunku zależy od wdrażania czynności ochronnych na wyspach Rangatira i Mangere oraz od tego, że wyspa Pitt jest uznana jako wolna od szczurów,
- monitorowanie populacji i wprowadzenie ochrony na kolonie lęgowe – preferowana opcja. Regularne monitorowanie populacji może pomóc wykryć zmiany w populacji w czasie i szybko interweniować. Współpraca z właścicielami ziem może być pomocna, zanim kolonie lęgowe ptaków zostaną dotknięte przez bydło i drapieżniki. Ochrona wprowadzona na tereny lęgowe usytuowane na przybrzeżnych wysepkach to też pomocna opcja. Potrzeba jest przekonania właścicieli gruntów, ażeby ci wdrożyli ochronę prawną. Zbadanie opcji realizowania kontroli liczby drapieżników (w przypadku gdy właściciele gruntów okażą wsparcie) powinno zostać zrealizowane tak, aby ochrona była korzystna dla innych zagrożonych gatunków z wysp np. ostrygojada krótkodziobego (Haematopus chathamensis).

W tych samych badaniach opracowano propozycje działań mających służyć ochronie L. onslowi oraz P. featherstoni:
- prowadzenie regularnych spisów liczebności osobników – prowadzenie spisu statystycznego powinno się wykonywać co 5 lat, w celu przekazywania informacji dotyczących statusu każdej z populacji na archipelagu. Bardzo ważne przedsięwzięcie, które powinno być powiązane ze spisem statystycznym ostrygojada krótkodziobego,
- ograniczenie wpływu szkodników na przybrzeżnych wysepkach – oba gatunki na Star Keys, zaś kormoran zielonolicy również na Rangatira oraz Mangere. Potrzebne jest zapewnienie obu gatunkom terenów wolnych od introdukowanych drapieżców, a to powinno być rygorystycznie utrzymywane. Działanie niezbędne.